# Daddy’s Home – Ein Vater zu viel
Daddy’s Home – Ein Vater zu viel (Originaltitel: Daddy’s Home) ist eine 2015 erschienene US-amerikanische Filmkomödie des Regisseurs Sean Anders nach einem Drehbuch von Anders, Brian Burns und John Morris. Die Hauptrollen des Films werden von Will Ferrell, Mark Wahlberg und Linda Cardellini gespielt. Der Film ist nach dem 2010 erschienenen Die etwas anderen Cops die zweite schauspielerische Zusammenarbeit von Ferrell und Wahlberg.
Daddy’s Home kam am 25. Dezember 2015 in die amerikanischen Kinos, in Deutschland am 21. Januar 2016.

## Handlung
Radioproduzent Brad versucht mit allen Mitteln, ein guter Stiefvater für die beiden Kinder seiner Frau Sara zu sein. Eines Abends ruft Dusty an, der biologische Vater der Kinder, und wird von Brad eingeladen, die Familie zu besuchen. Dusty taucht am nächsten Tag auf und stellt Brad sofort mit seiner attraktiven und muskulösen Erscheinung in den Schatten. Dusty verbringt immer mehr Zeit mit den Kindern und es wird ersichtlich, dass er versucht, sich mit Sara wieder zu versöhnen und Brad aus der Familie zu vertreiben, um selbst die Rolle als Vater der Kinder einzunehmen. So bricht ein erbitterter psychologischer Kampf zwischen Brad und Dusty aus, in dem beide versuchen, mit Tricks und Geschenken das Herz von Sara und den Kindern für sich zu gewinnen.
Als Sara sich schließlich nach einem peinlichen Auftritt ihres Ehemanns während eines Basketballspiels von Brad trennt und dieser auszieht, wittert Dusty seine Chance, seine Familie endgültig zurückzugewinnen. Er merkt allerdings, wie anstrengend es ist, ein guter Vater zu sein. Er entscheidet sich, die Familie wieder zu verlassen, wird jedoch am Flughafen von Brad aufgehalten. Dusty gibt zu, dass er das Vatersein nicht hinbekommt und dankt Brad dafür, dass er sich jahrelang so gut um seine Kinder gekümmert hat. Schließlich zieht Brad wieder bei Sara ein und nimmt die Rolle als Vater der Kinder ein.
Dusty baut ein Haus auf der anderen Straßenseite, um als „Co-Dad“ für die Kinder vor Ort zu bleiben. Er heiratet später und wird Stiefvater einer Tochter. Als deren biologischer Vater Roger auftaucht, findet Dusty sich in der gleichen Situation wieder, in der auch Brad anfänglich war.

## Hintergrund
Am 5. November 2014 wurde bestätigt, dass Will Ferrell und Mark Wahlberg die Hauptrollen im von Red Granite Pictures und Gary Sanchez Productions produzierten Film übernehmen würden. Am 12. November 2014 unterschrieb Linda Cardellini für die Rolle der Sara Whitaker, Frau von Will Ferrells Charakter. Der Profi-Skater Tony Hawk war in einer Skateboard Szene das Stuntdouble von Will Ferrell. Der Wrestler John Cena hat gegen Ende des Films einen kurzen Auftritt als Roger.
Die Dreharbeiten begannen am 17. November 2014 in New Orleans. Gedreht wurde unter anderem an der Edward Hynes Charter School und im Lakeview-Bezirk. Am 21. Januar 2015 wurde während des Basketballspiels der New Orleans Pelicans gegen die Los Angeles Lakers eine Szene im Smoothie-King-Center-Stadion gedreht.
Der Film feierte am 13. Dezember 2015 in New York City Premiere und kam am 25. Dezember 2015 durch Paramount Pictures in die amerikanischen Kinos. In Deutschland startete er am 21. Januar 2016.
Daddy’s Home hatte ein Budget von ca. 50 Mio. US-Dollar.

## Kritik
Der Film erhielt von Kritikern überwiegend negative Bewertungen. Rotten Tomatoes weist für Daddy’s Home eine Positivquote von lediglich 30 % aus, basierend auf der Auswertung von 125 Kritiken. Auf Metacritic hat er eine Punktzahl von 42 aus 100, basierend auf 30 Kritiken.
Anke Sterneborg urteilt für epdFilm, die Komödie schwanke „zwischen überdrehter Albernheit und rührenden Momenten“.

## Fortsetzung
Im November 2017 erschien eine Fortsetzung mit dem Titel Daddy’s Home 2 – Mehr Väter, mehr Probleme!. Sean Anders führt abermals Regie, ebenfalls kehrten Will Ferrell, Mark Wahlberg und Linda Cardellini in ihren jeweiligen Rollen zurück.